# Goniothalamus repevensis
Goniothalamus repevensis är en kirimojaväxtart som beskrevs av Jean Baptiste Louis Pierre, Achille Eugène Finet och François Gagnepain. Goniothalamus repevensis ingår i släktet Goniothalamus och familjen kirimojaväxter. Inga underarter finns listade i Catalogue of Life.